# Tsalada
Tsalada (en rus: Цалада) és un poble del Daguestan, a Rússia, que en el cens del 2010 tenia 207 habitants. Pertany al districte rural de Gunib.